# Gojira, Ebira, Mothra Nankai no Daikettō
Gojira, Ebira, Mosura Nankai no Daikettō (ゴジラ・エビラ・モスラ　南海の大決闘?) (literalmente Godzilla, Ebira y Mothra: Gran Duelo en el Mar del Sur), en España: Los monstruos del mar, en México: Godzilla contra el terror de los mares, es una película de fantasía y ciencia ficción japonesa de 1966 dirigida por Jun Fukuda. Es la séptima película de Godzilla, cuarta de Mothra y la primera de Ebirah y Giant Condor.

## Argumento
Cuando Yata (Toru Ibuki) desaparece en el mar, su hermano Ryota (Toru Watanabe) junto con sus dos amigos roba un yate, que ya había sido robado por un ladrón de bancos. La tripulación se enfrenta contra un monstruo - una langosta gigante llamada Ebirah. El yate se destruye pero su tripulación se halla en una isla donde una organización terrorista tiene sus fábricas del agua pesada para sus propósitos. Allí también se producen las sustancias químicas que ahuyentan Ebirah. La organización, llamada Red Bamboo ('el bambú rojo'), tiene como esclavos a la gente indígena de la isla Infant para que trabajen para ellos para conseguir la sustancia contra Ebirah. Los de Infant siguien rezando a Mothra cada día para que los libere de su esclavitud.
Ryota y sus compañeros ayudan a una chica indígena de Infant para que no acabe esclava de Red Bamboo. Todos se esconden en una cueva donde hallan a Godzilla dormido. El grupo hace un plan para derrotar a los delincuentes y dejar la isla. Deciden despertar a Godzilla usando un relámpago de una tormenta que se estaba acercando. Godzilla se despierta, comienza una batalla con la langosta gigante pero esta logra escapar. Luego Godzilla se encuentra bajo el ataque del cóndor gigante (Giant Condor) y una escuadra de pilotos de Red Bamboo, pero los destruye.
Empieza el ataque contra la base de los terroristas. Godzilla daña a una torre activando un botón de autodestrucción y dejando la isla desestabilizada y en peligro. Godzilla derrota a Ebirah. Todos se salvan, pero Godzilla inicia una batalla contra Mothra. Mothra para el ataque y se hace cargo de sus fieles, lleva todos fuera de la isla dejando a Godzilla allí. Todos empiezan a sentir por Godzilla, lo animan para huir de la isla que está a bordo de la destrucción. Godzilla consigue escapar.

## Reparto
- Akira Takarada como Yoshimura.
- Toru Watanabe como Ryota Kane.
- Toru Ibuki como Yata Kane (el hermano de Ryota).
- Choutarou Tougin como Ichino.
- Hideo Sunazuka como Nita.
- Kumi Mizuno como Dayo.
- Pair Bambi como las sacerdotisas de Mothra.
- Jun Tazaki como el comandante de Red Bamboo - uno de los dos antagonistas de la película.
- Akihiko Hirata como el capitán Ryuui de Red Bamboo (Yamoto en la versión americana).
- Hideyo Amamoto como un oficial de Red Bamboo.
- Yutaka Sada como un farmero.
- Hisaya Ito como un científico deRed Bamboo.
- Tadashi Okabe como un científico deRed Bamboo.
- Chieko Nakakita como la señora Kane.
- Ikio Sawamura como un esclavo.
- Shoichi Hirose como un esclavo.
- Kazuo Suzuki como un esclavo.
- Wataru Omae como un isleño.
- Kenichiro Maruyama como un isleño.
- Haruo Nakajima como Godzilla.
- Hiroshi Sekita como Ebirah.

## Producción
El guion originariamente fue escrito para una película de King Kong (Operation Robinson Crusoe: King Kong vs Ebirah). Pero Toho reemplazó a King Kong con otro famoso kaiju - Godzilla. Esto explica el extraño comportamiento de Godzilla.

## Títulos
- Los monstruos del mar - el título oficial en España.
- Godzilla contra el terror de los mares - el título oficial en México.
- ゴジラ・エビラ・モスラ　南海の大決闘 - el título oficial japonés.
- Gojira, Ebira, Mosura Nankai no Daikettō - la transcripción del título oficial japonés.
- Godzilla, Ebirah, Mothra. Gran Batalla en los mares del sur - la traducción del título oficial japonés.
- Ebirah, Horror of the Deep - el título oficial inglés de Toho.
- Godzilla versus The Sea Monster - el título original americano.
- Godzilla vs. The Sea Monster - el título americano para el lanzamiento en DVD.